# Do You Want to Know a Secret
〈Do You Want to Know a Secret?〉는 《Please Please Me》에 수록된 영국의 록 밴드 비틀즈의 곡이다. 조지 해리슨이 불렀다. 미국에서 1964년 비제이를 통해 싱글이 발매되어 빌보드 차트에 2위까지 올랐고, 조지 해리슨이 리드 싱어를 맡은 곡으로는 처음으로 10위 안에 진입했다. 노래는 이후 출시 1년 뒤 미국에서 1964년 23일에 비-제이 레코드를 통해 출시했고 빌보드 차트에서 2위에 올랐으며 바로 뒤에 비틀즈의 곡 〈Can't Buy Me Love〉이 자리잡고 있었다. 텔레시어터 리서치 인스티튜트에 따르면, 그 뒤 1위에 오르고 2주간 머물렀다. 미국에서는 1969년 〈Come Together〉과 함께 발매된 〈Something〉이 1위를 차지하기 이전 해리슨이 리드 싱어를 맡은 곡 중에서 가장 성공한 비틀즈의 곡이다.

## 작곡과 녹음
〈Do You Want to Know a Secret?〉는 주로 존 레논이 1962년 가을에 썼지만, 레논-매카트니로 표기된다. 노래는 월트 디즈니의 1937년 애니메이션 작품 《백설 공주와 일곱 난쟁이》에 나온 음악인 〈I'm Wishing〉에 영감을 받았다. 레논의 어머니인 줄리아 레논이 그가 어릴 때 이를 불러주곤 했다. 디즈니 영화에 나오는 대사를 가져온 가사 두 줄("Want to know a secret? Promise not to tell?")은 오프닝 가사("You'll never know how much I really love you... You'll never know how much I really care...") 이후에 나온다. 폴 매카트니는 해리슨을 위해 "반씩 협력하여 쓴" 곡이라고 말했으나, 레논은 언제나 자신이 쓴 곡이라고 주장했다. 그는 1980년 인터뷰에서, 당시 작곡을 끝내자 말자 해리슨에게 딱 맞는 곡이라는 것을 깨달았다고 회상했다.
레논은 또한 같은 해 노래를 해리슨에게 그가 부르라고 전달했음을 밝혔다. 그 이유에 대해서는 "곡은 세 음밖에 되지 않았고, 그는 세상에서 가장 훌륭한 가수는 아니였다"고 했지만 "그 이후부터 발전하기 시작했다."고 덧붙였다. 노래는 1967년 2월 11일 열린 10시간 가량의 세션에서 녹음된 《Please Please Me》에 수록될 아홉 곡 중 하나였다. 해리슨은 《Please Please Me》의 곡 중 두 곡을 불렀다. 그 노래는 레논-매카트니가 작곡한 것과, 제리 고핀/캐럴 킹이 쓴 〈Chains〉다. 이후에 해리슨은 〈Don't Bother Me〉를 처음으로 작곡하여 다음 비틀즈 정규 음반 《With The Beatles》에 수록시킨다.

## 참여 인원
- 조지 해리슨 – 리드 보컬, 리드 기타
- 존 레논 – 어쿠스틱 기타, 백 보컬
- 폴 매카트니 – 베이스, 백 보컬
- 링고 스타 – 드럼, 타악기

노먼 스미스가 엔지니어를 맡음

## 차트와 판매량

### 차트 성적
| 차트 (1964)                  | 최고 순위 |
| ---------------------------- | --------- |
| 독일 미디어 컨트롤 싱글 차트 | 34        |
| 미국 빌보드 핫 100           | 2         |
| 미국 캐쉬 박스 탑 10         | 3         |

### 판매량
| 국가                               | 인증 | 판매량/출하량 |
| ---------------------------------- | ---- | ------------- |
| 미국 (RIAA)                        | 골드 | 500,000       |
| 판매량+스트리밍을 기반으로 한 인증 |      |               |

## 빌리 제이 크래머 버전
비틀즈 버전은 영국에서 싱글로 단 한 번도 나오지 않았고, 〈I'll Be on My Way〉를 수록한, 빌리 제이 크래머와 다코스 커버 버전이 레코드 리테일러 차트에 2위까지 올랐다. 그리고 NME 차트와 BBC 픽 오브 더 팝스에서 1위를 기록하는 히트를 쳤다. 그의 음반 《Little Children》에서도 수록되었고, 아이리시 싱글 차트에서 8위까지 올랐다.

### 차트 성적
| 차트 (1963)            | 최고 순위 |
| ---------------------- | --------- |
| 영국 (레코드 리테일러) | 2         |
| 영국 (NME)             | 1         |

## 다른 커버판
앨빈과 슈퍼밴드가 1964년 음반 《The Chipmunks Sing the Beatles Hits》에 커버하여 수록했다.
스타 온 45가 메들리의 일부로서 커버한 버전은 1981년 빌보드에서 1위, 영국에서 2위를 차지했다.

## 참고 서적
- Calkin, Graham (2009). “Do You Want to Know a Secret?”. 《Graham Calkin's Beatles Pages》. 2009년 11월 30일에 확인함.
- Rees, Dafydd; Lazell, Barry; Osborne, Roger (1995). 《40 Years of "NME" Charts》 2판. Pan Macmillan. ISBN 0-7522-0829-2.
- “Snow White and the Seven Dwarfs (1937)”. 《Distant Melody》. 2007. 2007년 9월 27일에 원본 문서에서 보존된 문서. 2007년 1월 3일에 확인함.
- Harry, Bill. 《The Ultimate Beatles Encyclopedia》.
- Lewisohn, Mark (1988). 《The Beatles Recording Sessions》. New York: Harmony Books. ISBN 0-517-57066-1.
- Miles, Barry (1997). 《Paul McCartney: Many Years From Now》. New York: Henry Holt and Company. ISBN 0-8050-5249-6.
- Sheff, David (2000). 《All We Are Saying: The Last Major Interview with John Lennon and Yoko Ono》. New York: St. Martin's Press. ISBN 0-312-25464-4.